# Cheiridopsis ponderosa
Cheiridopsis ponderosa là một loài thực vật có hoa trong họ Phiên hạnh. Loài này được S.A.Hammer mô tả khoa học đầu tiên năm 1995 publ. 1996.